# Valeriu Andronic
Valeriu Andronic (Chișinău, 21 dicembre 1982) è un allenatore di calcio ed ex calciatore moldavo, di ruolo centrocampista.

## Palmarès

### Giocatore

#### Competizioni nazionali
- Campionato moldavo: 2

Zimbru Chisinau: 1998-1999, 1999-2000
- Coppa di Romania: 1

Dinamo Bucarest: 2000-2001